# Ночные бдения
«Ночные бдения» (нем. Nachtwachen) — сатирический роман, опубликованный в 1805 году в «Журнале новых немецких оригинальных романов». Автором значился некто Бонавентура, и книгу долго приписывали Фридриху Шеллингу или Клеменсу Брентано. Только в 1987 году выяснилось, что автор — Эрнст Клингеман.
В XIX веке «Ночные бдения» оставались почти незамеченными, в XX веке они многократно переиздавались и были переведены на основные языки мира. Литературоведы видят в этом романе предвосхищение прозы экспрессионистов, модернизма Франца Кафки и Германа Гессе.